# WonderCon

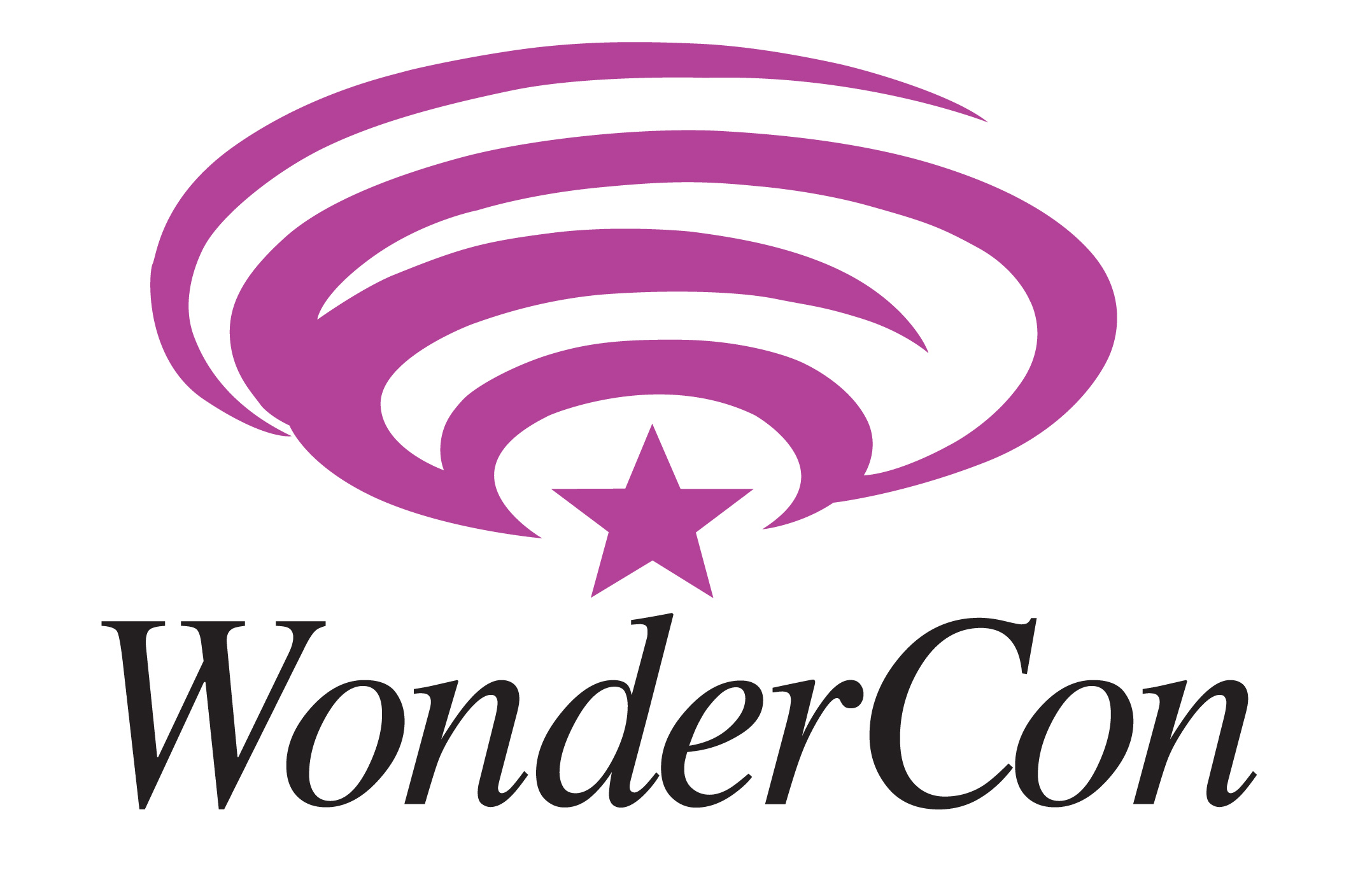
Logo der WonderCon

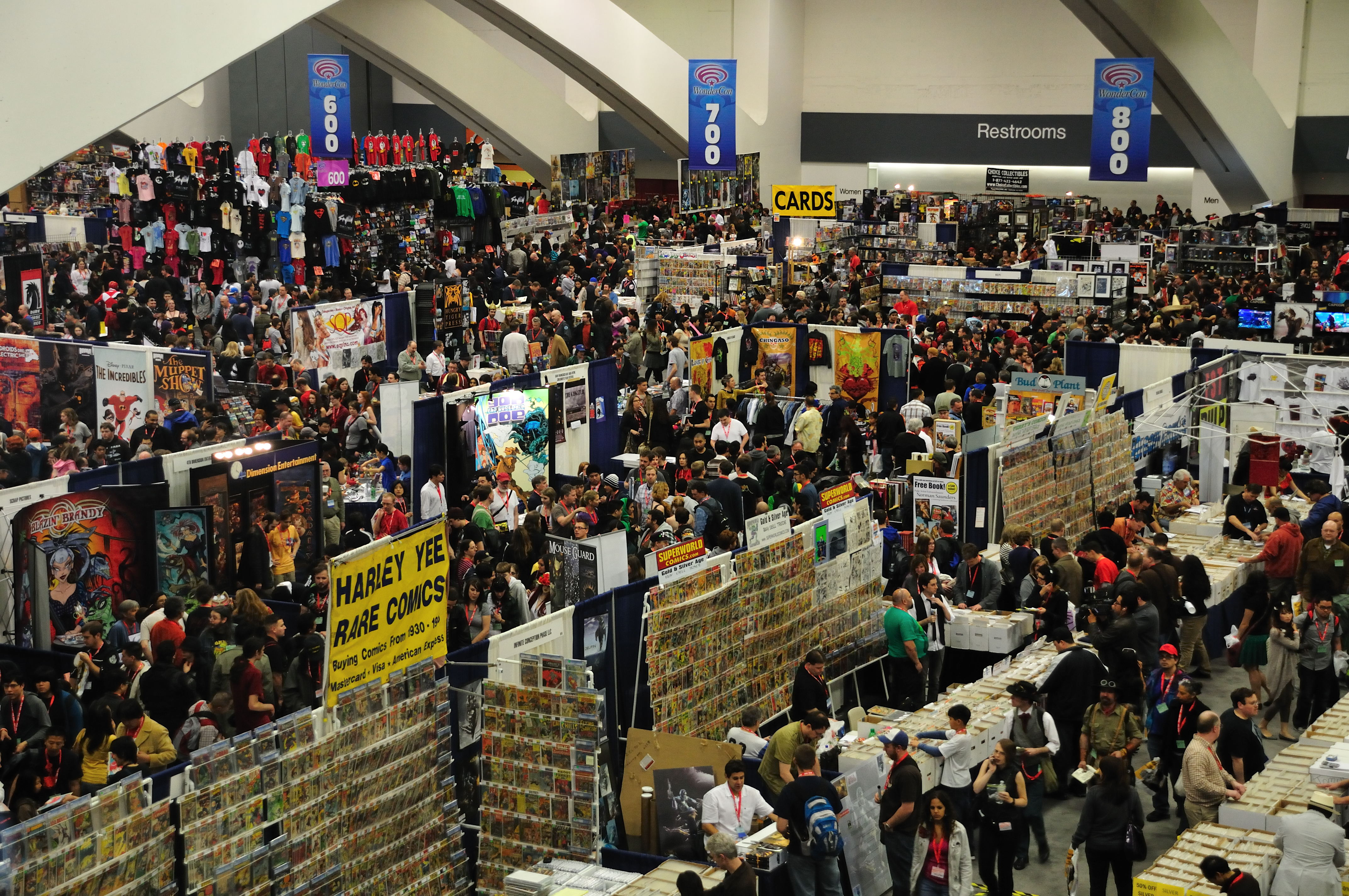
Hauptausstellungshalle der WonderCon 2010

WonderCon ist eine jährliche Comic-, Science-Fiction- und Spielfilm-Veranstaltung, die von 1987 bis 2011 im Umkreis des San Francisco Bay stattfand und seitdem, unter dem Namen WonderCon Anaheim, in Anaheim, Kalifornien, stattfindet.

## Geschichte
Die Kleinhändler Joe Field und Mike Friedrich besaßen und leiteten die Konvention fünfzehn Jahre. Im Jahr 2001 schlossen sie einen Vertrag mit den Eigentümern der San Diego Comic-Con International ab, um die WonderCon an die Familie der Comic-Con-International-Conventions anzuknüpfen. Infolgedessen gewann die WonderCon größere Popularität und wurde ein wichtiger Werbeträger für Spielfilme, die auf Comics basieren, darunter Spider-Man 2 im Jahr 2004, Batman Begins und Fantastic Four 2005, Superman Returns 2006, 300 im Jahr 2007, Watchmen – Die Wächter 2009 und Kick-Ass 2010. An jedem dieser Events war die Besetzung der Filme beteiligt, die Fragen des Publikums beantworteten.
Die Besucherzahlen der WonderCon steigen jährlich; 2009 nahmen 34.000, 2010 39.000 und 2011 49.500 Besucher teil.
Im Jahr 2012 zog die Konvention nach Anaheim, da das Moscone Center, in dem die Konvention bisher abgehalten wurde, renoviert wurde. Dort erhielt die WonderCon ihren aktuellen Namen WonderCon Anaheim.

## Angebote und Veranstaltungen
Die Hauptattraktion der WonderCon war lange der Verkauf von Comicheften und Action-Figuren. Die Angebote wurden allerdings über die Zeit erweitert und umfassen nun auch den Verkauf von DVDs. Ein weiteres Angebot ist die sogenannte „Artist Alley“, auf der hauptsächlich Comichefte und Bildmaterial von verschiedenen Autoren unterschrieben und Sketche gezeichnet werden.
Die WonderCon veranstaltete von 1997 bis 1999 die Harvey-Award-Zeremonien. Seit 2007 halten Akademiker und Mitglieder der Comicheft-Industrie die „Comic Arts Conference“ in Verbindung der WonderCon ab.
Außerdem bietet die WonderCon das sogenannte „Trailer-Park“-Event an, wo Trailer für kommende Spielfilme gezeigt werden.
Am Ende der Convention kann an der „WonderCon-Maskerade“ teilgenommen werden. Die Teilnehmer mit den kreativsten Auftritten gewinnen Preise.